# بلوم+فوس
بلوم+فوس (B + V)، المكتوبة أيضًا تاريخيًا باسم Blohm & Voss ،Blohm und Vo ß وما إلى ذلك، هي شركة ألمانية لبناء السفن والهندسة. تأسست في هامبورغ عام 1877 للتخصص في السفن ذات الهياكل الفولاذية، ومن أشهر منتجاتها بارجة الحرب العالمية الثانية بسمارك.
في ثلاثينيات القرن العشرين، أسس أصحابها شركة تصنيع طائرات هامبورغ فلوجزويباو التي تبنت اسم شركتها الأم قبل اندلاع الحرب العالمية الثانية بوقت قصير.
بعد فترة صعبة بعد الحرب، أعادت الشركة ثرواتها من خلال أن تصبح شركة عامة تحت تغيير الملكية. في عام 2016 أصبحت شركة تابعة للورسن وتواصل تزويد كل من الأسواق العسكرية والمدنية. تقوم الشركة أيضًا بالأنشطة ذات الصلة، وإدارة حوض السفن في هامبورغ والقيام بصيانة وإصلاح السفن السياحية الكبيرة. منذ الاستحواذ، تركزت في ثلاثة مجالات: السفن الحربية (البناء الجديد)، والسفن السياحية والتجارية (الإصلاحات) و«تجديد اليخوت».  تعمل الشركة، وتقوم ببناء السفن والآلات الكبيرة الأخرى، بشكل مستمر تقريبًا لمدة 143 عامًا.

## التاريخ

### السنوات المبكرة

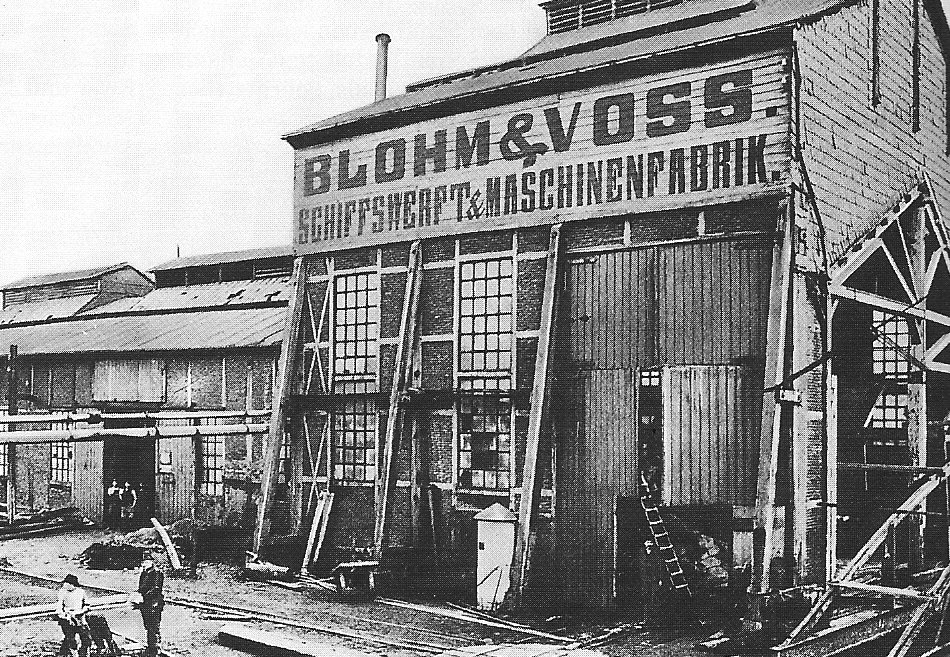
بلوم وفوس 1877

تأسست الشركة في 5 أبريل 1877، من قبل هيرمان بلوم وإرنست فوس (أو Voß) كشراكة عامة، لبناء السفن ذات الهياكل الفولاذية. أنشأت حوض لبناء السفن في جزيرة Kuhwerder، بالقرب من الحرة و الهانزية مدينة هامبورغ، وتغطي 15,000 متر مربع (160,000 قدم2) مع 250 متر (820 قدم) من الواجهة المائية وثلاثة أرصفة للمبنى، اثنان مناسبان للسفن التي تصل إلى طول 100 متر (330 قدم). تم عرض اسم الشركة بواو اللاتينية، كـ B&V، حتى عام 1955.
كان البريطانيون في ذلك الوقت يهيمنون على بناء السفن، حتى أن العملاء الألمان يفضلون الشراء منهم. اقتصرت الأعمال الأولية على إصلاحات الشحن، على الرغم من أن شركة B&V تمكنت من بناء وبيع National barque ذات الثلاث سواري. في نهاية المطاف، وصل أول طلب بناء جديد لبرج المجذاف الصغير للشحن بورغ، وانطلقت الأعمال. بحلول عام 1882، اكتسبت الشركة سمعة الجودة والجدية والازدهار. 
في البداية، كانت منتجاتهم عبارة عن سفن شراعية ذات هيكل فولاذي مصممة للرحلات البحرية الطويلة. في ذلك الوقت، كان للسفن البخارية نطاق قصير نسبيًا، في حين أن العديد من مزايا بناء الصلب لا تزال تنطبق على السفن الشراعية بقدر البخار. قامت الشركة ببناء أول سفينة بخارية لها في عام 1900، مع الاستمرار في بناء السفن الشراعية حتى أواخر الثلاثينيات. 

### العصر النازي، 1933-1945

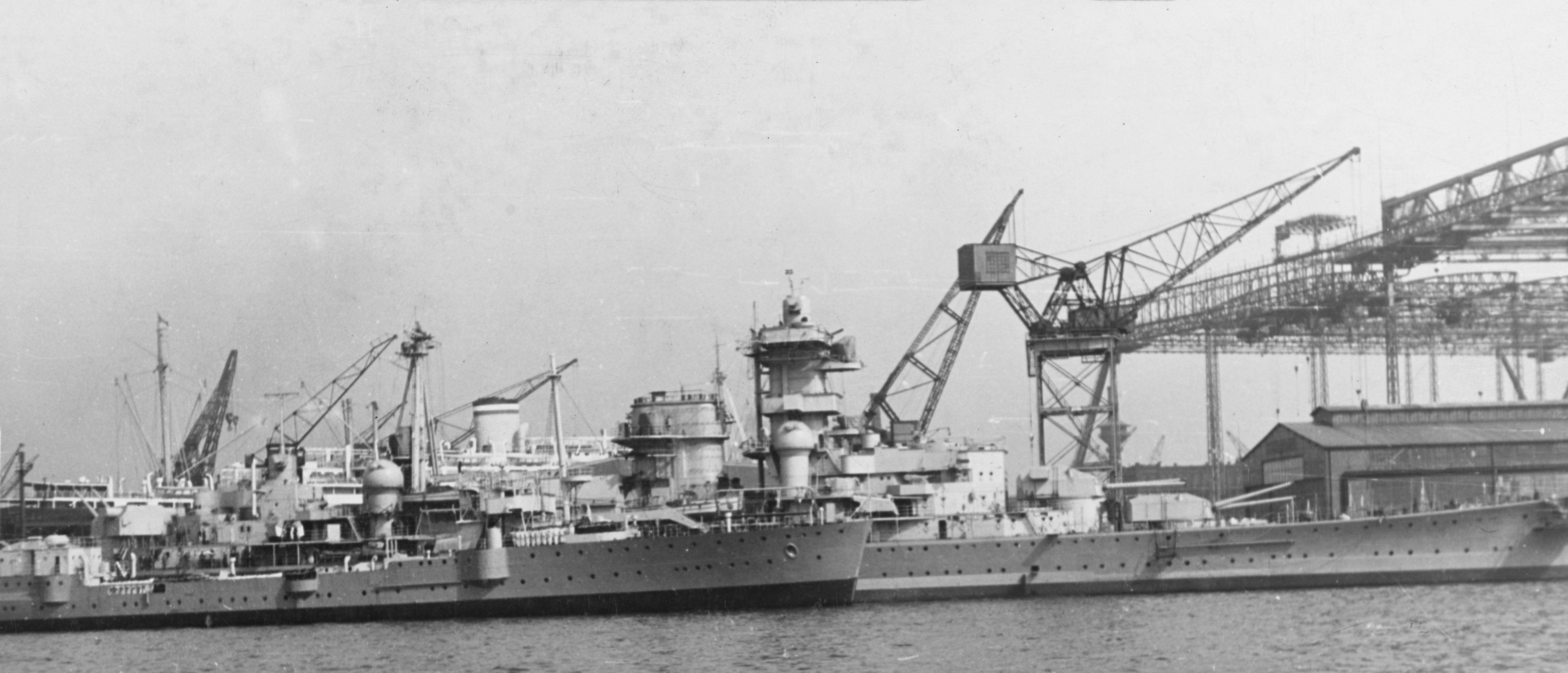
الطراد الألماني الثقيل الأدميرال هيبر في أحواض بناء السفن بون اند فوس في عام 1939

عندما توفي هيرمان بلوم، تولى نجليه رودولف وفالتر المسؤولية. غادر إرنست فوس بعد ذلك بوقت قصير. وبحلول ذلك الوقت كانت الشركة في أزمة مالية، لذلك تنوع الإخوة بلوم في الطائرات، وأقاموا هامبورغ فلوجزويباو (انظر أدناه) في صيف عام 1933. 
مع صعود الحزب النازي إلى السلطة في عام 1933، بدأت ألمانيا في إعادة التسلح وأصبحت كلتا الشركتين تشارك بشكل متزايد في البرنامج. بنى حوض بناء السفن كلاً من السفن المدنية والسفن الحربية للحكومة، بما في ذلك البارجة بسمارك، قبل تصنيع غواصات يو بكميات.
في عام 1944 تم إنشاء معسكر فرعي لمعسكر الاعتقال نوينجامى في حوض بناء السفن التابع للشركة في هامبورغ-شتاينويردر.  زودت الشركة بالعمل من يوليو 1944 إلى أبريل 1945. نصب تذكاري يقف على موقع المخيم وتستمر الشركة في دفع مبلغ لم يتم الكشف عنه لصندوق تعويض العمال القسريين. 
أصيب شتاينويردر بأضرار بالغة أثناء قصف هامبورغ في الحرب العالمية الثانية وفي نهايتها، تم حظر بناء السفن. 

### همبرغر فلوغزيغباو

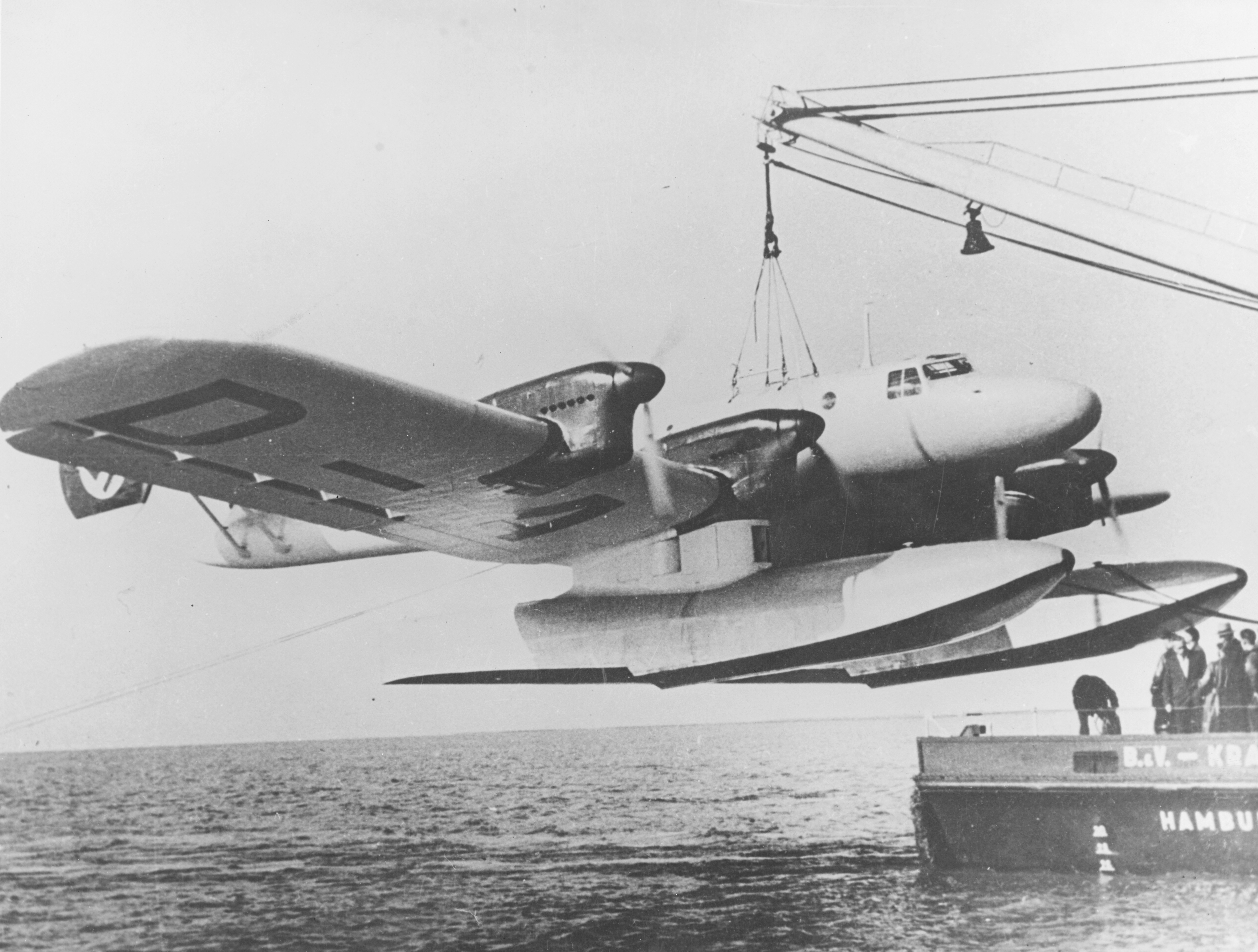
ها 139

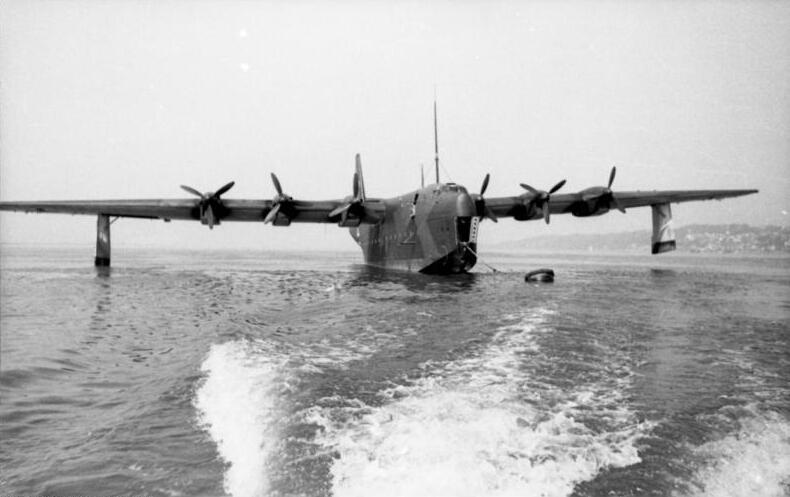
BV 238، أكبر تصميم لطائرة للمحور تطير

في عام 1933، كانت Blohm & Voss تعاني من أزمة مالية بسبب نقص العمل. قرر أصحابها، الأخوان رودولف ووالتر بلوم، التنويع في صناعة الطائرات، معتقدين أنه سيكون هناك قريبًا سوق لجميع القوارب المعدنية طويلة المدى، خاصة مع شركة الطيران الألمانية دويتشه لوفت هانزا. كما شعروا أن خبرتهم في البناء البحري المعدني بالكامل ستكون ميزة. شكلوا همبرغر فلوجزيباو في ذلك الصيف.  
معظم الطائرات التي بنتاها HFB / B & V ستكون في الواقع تصميمات الشركات الأخرى والتجمعات الفرعية الرئيسية، التي يتم التعاقد عليها بموجب ترخيص، بما في ذلك عشرات الآلاف من الطائرات لكل من دورنير وهاينكل ويونكرز وماسرشميت.  حافظت الشركة أيضًا على مكتب التصميم الخاص بها وورش العمل التي استمرت في تطوير وبناء أنواع جديدة طوال حياة الشركة. تم تخصيص الطائرات الأولى التي أنتجتها الشركة برمز «ها».
كانت أهم تصميماتها هي القوارب الطائرة، التي تستخدمها لوفتفافه بشكل رئيسي للدوريات والاستطلاع البحري.
في نهاية الحرب، توقف إنتاج الطائرات. ظهر هامبورغ فلوجزيباو GmBH (HFB) في عام 1956، لا يزال تحت ملكية Walther Blohm ولكن لم يعد متصلاً بـ B + V. خضعت لتغييرات أخرى مختلفة للملكية واسم الشركة،  وأصبحت في النهاية جزءًا من إيرباص.

### ما بعد الحرب

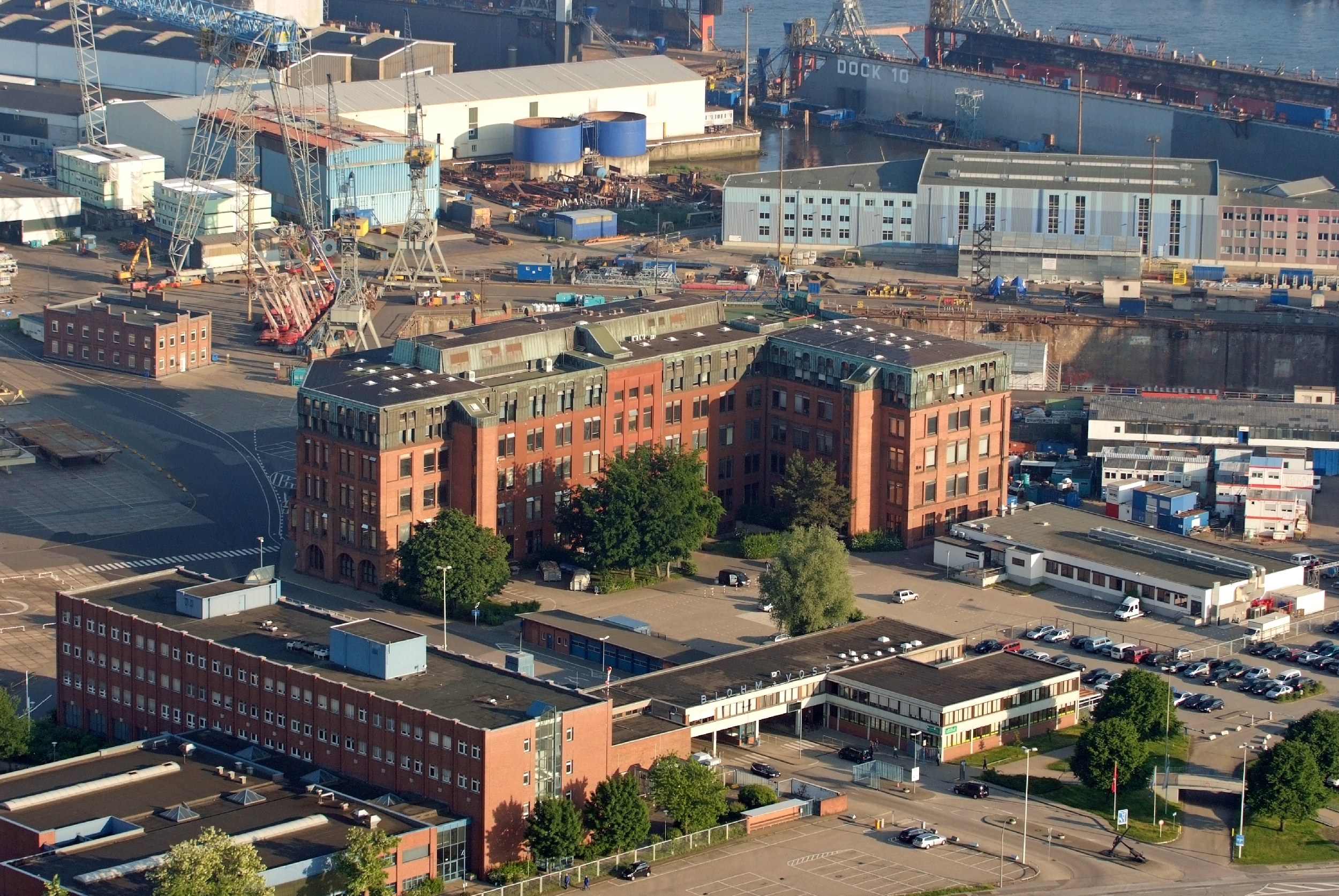
مبنى إداري

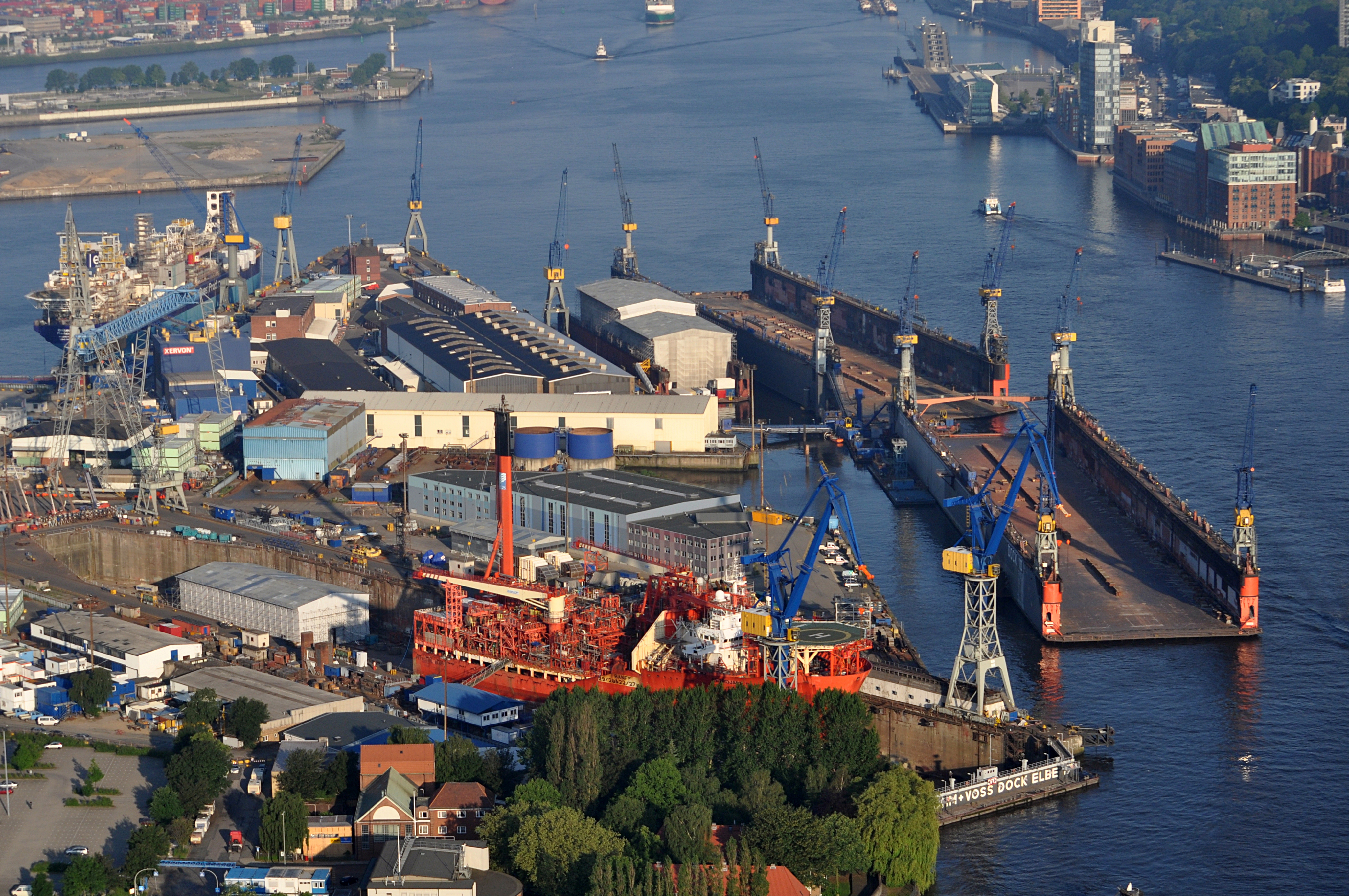
Blohm + Voss، بين ميناء Kuhwerder وNordelbe وNorderloch

بعد الحرب العالمية الثانية، واصل البريطانيون هدم أحواض بناء السفن في Steinwerder. شركة B&V، غير قادرة على إعادة تشغيل أعمال بناء السفن، توقفت جميعها عن الوجود لعدة سنوات.

## السفن المبنية

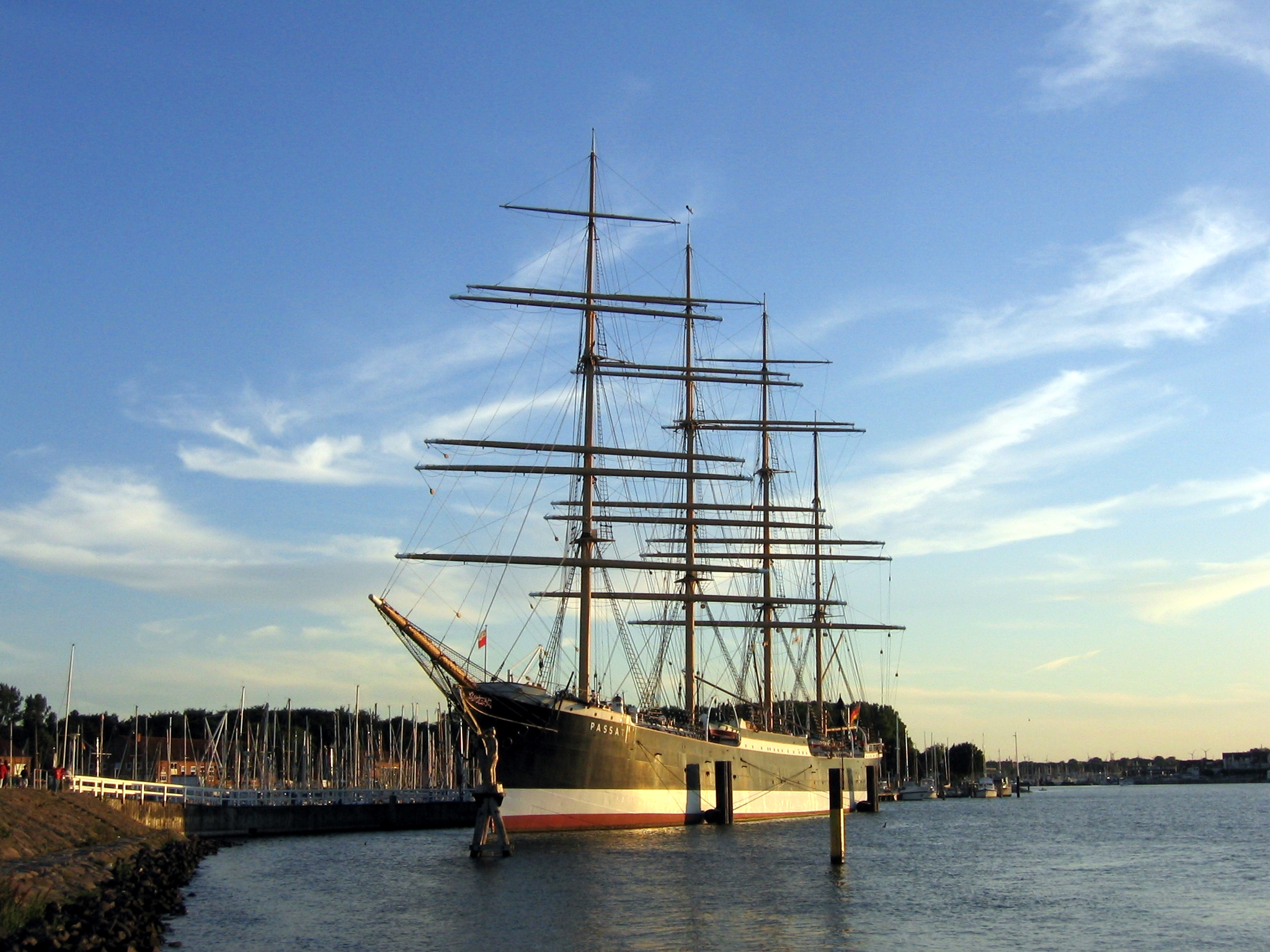
باسات

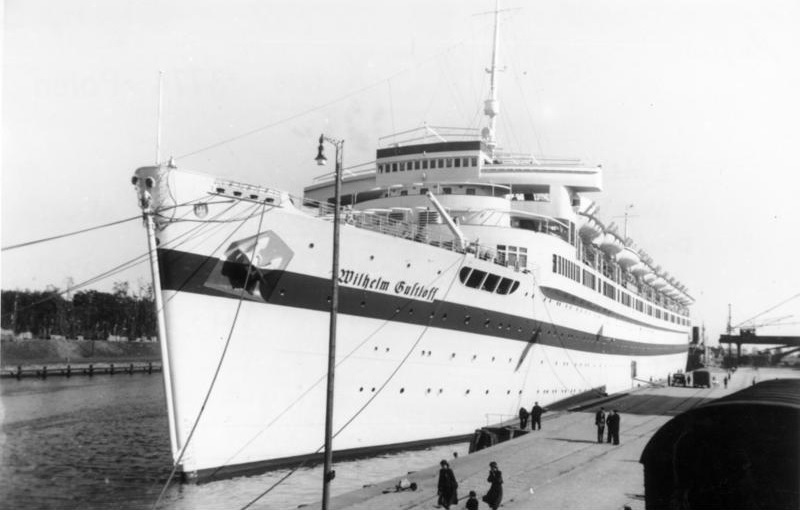
Wilhelm Gustloff

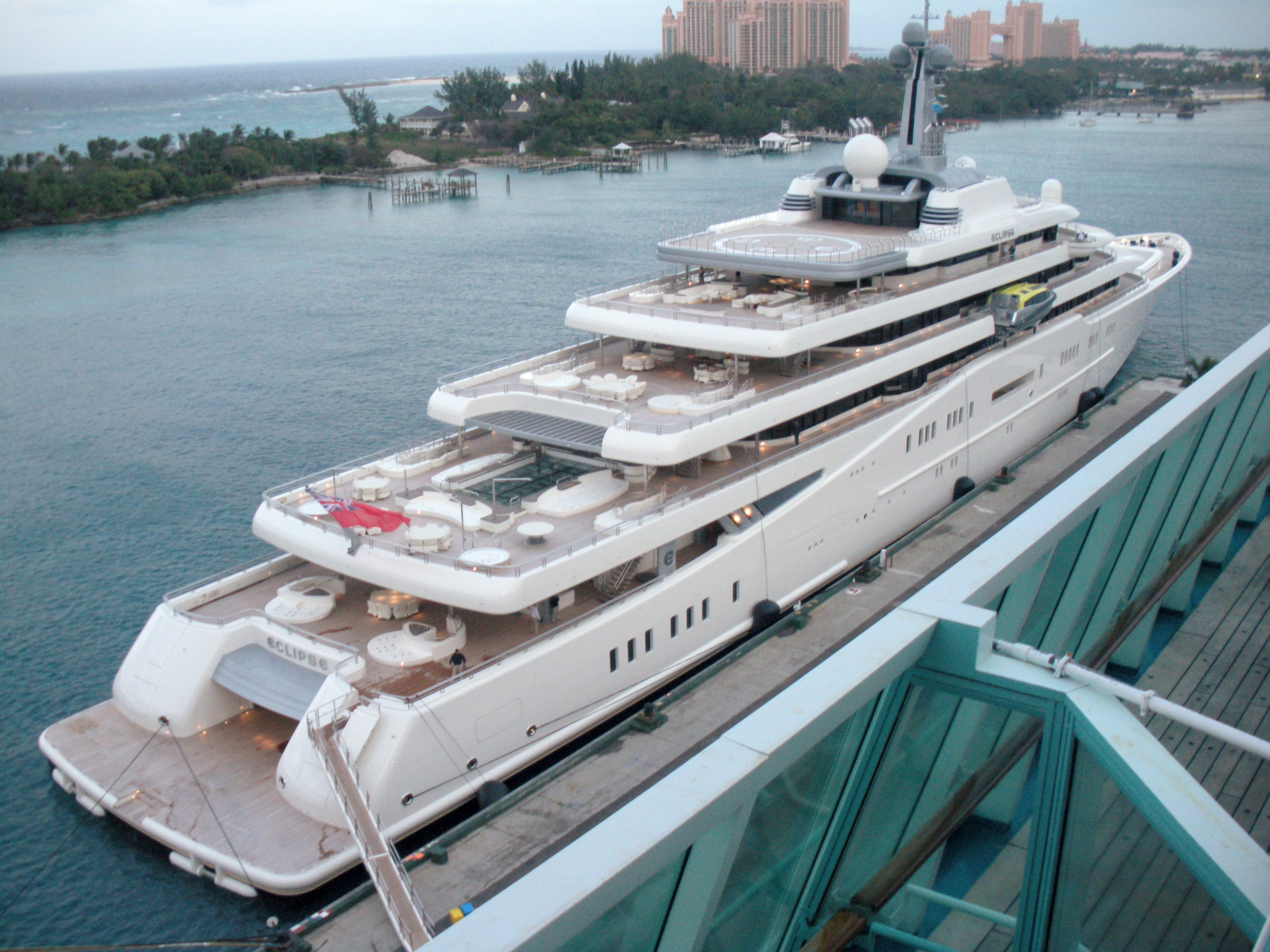
Eclipse

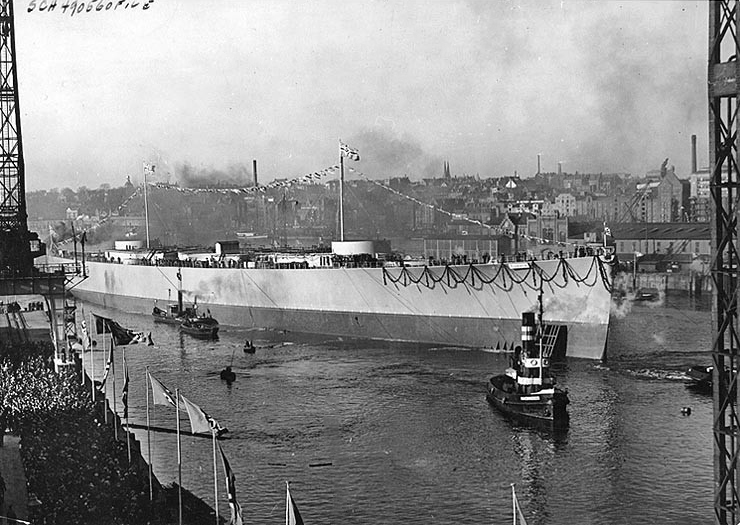
بسمارك

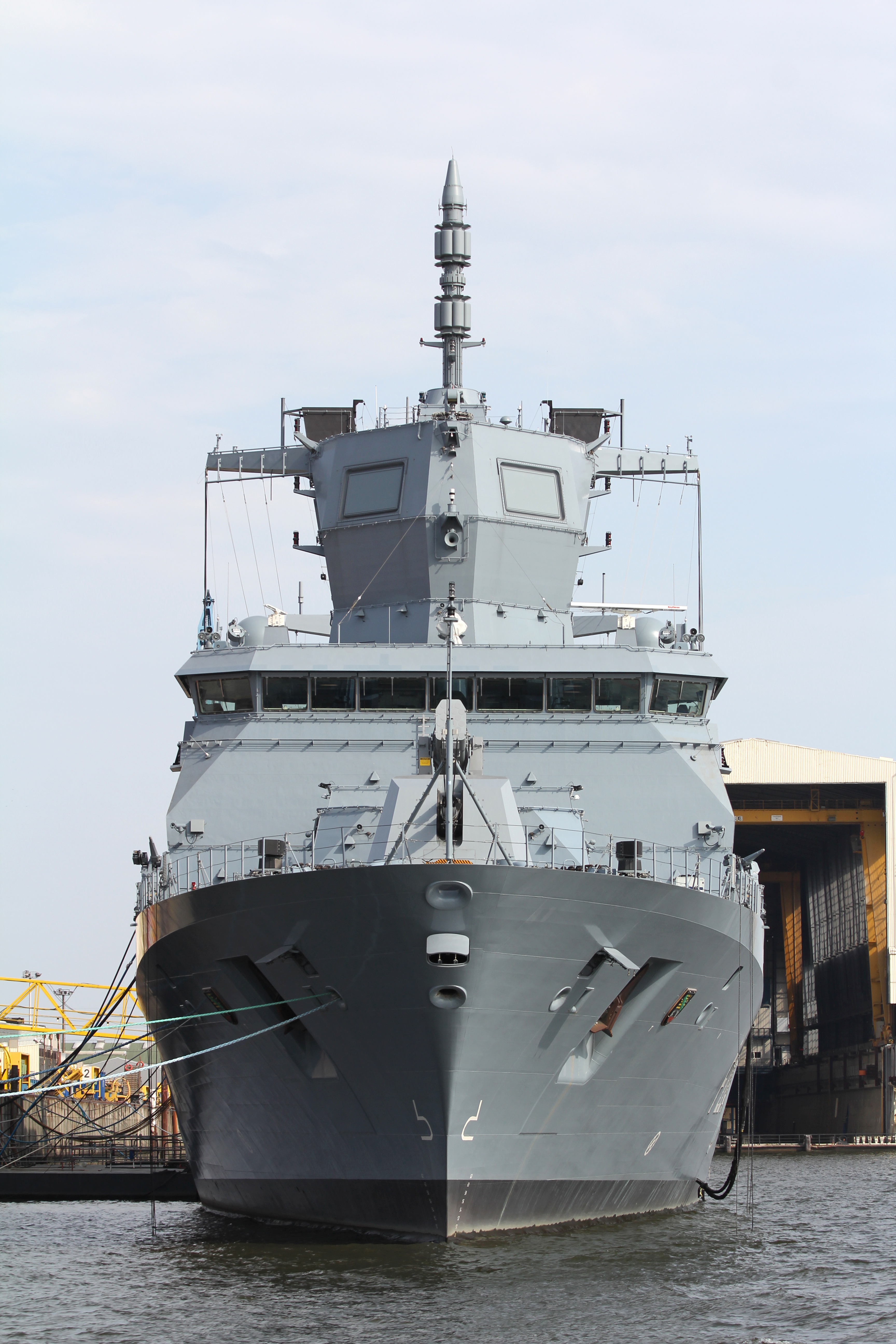
F-224 من البحرية الألمانية

تأسست Blohm & Voss في أيام الإبحار، وعلى الرغم من أنها بنيت سفنًا ذات هياكل فولاذية منذ البداية، إلا أنها لم تنتج سفن بخارية كبيرًة حتى عام 1900. من بين مئات السفن التي بنتاها B + V، تشمل الأمثلة البارزة ما يلي:

### سفن طويلة
- طائرات P- Petschili ، بما في ذلك Petschili (1903) و Pamir (1905) و Passat (1911) و Peking (1911) و Pola (1916) و Priwall (1917)
- برينز إيتيل فريدريش (1909) (لاحقًا  Dar Pomorza )
- فئة Gorch Fock من الباركود والسفن المدرسية الثلاثة، بين عامي 1933 و1938.

### السفن الحربية

#### السفن الحربية قبل دريونت
- غواصة Kaiser Karl der Grosse, بارجة حربية - أول سفينة حربية يتم بناؤها في الفناء[27][28]

#### السفن الحربية في الحرب العالمية الثانية
- Admiral Hipper، طراد ثقيل
- Bismarck، سفينة حربية
- Cetatea ألبا، زراعة ألغام ( البحرية الرومانية ) [29]
- العديد غواصات الفئة السابعة وغواصات الفئة السابعة عشر والفئة الحادية والعشرين والفئة السادسة والعشرون

#### السفن الحربية الحديثة
يتم سرد السفن التي تم إنشاؤها باستخدام نظام ميكو في ميكو.
تشمل السفن الحربية الحديثة الأخرى التي صممتها وبنتها شركة B&V ما يلي:
- Rheinland-Pfalz (F209) Bremen-فئة frigate
- Brandenburg (F215) ، أول Brandenburg-فئة frigate
- Sachsen (F219) ، أول Sachsen-فئة frigate
- زوارق دورية من الدرجة Z28 لخفر السواحل الأرجنتيني